# Ключище (Псковская область)
Ключище — деревня в Печорском районе Псковской области России. Входит в состав сельского поселения «Лавровская волость».
Расположена в 2,5 км к югу от волостного центра, деревни Лавры и в 33 км к юго-западу от райцентра, города Печоры. В 1,5 км к югу проходит граница c Латвией.

## Население
Численность населения деревни по оценке на конец 2000 года составляла 25 жителей.
| 2001 | 2002 | 2010 |
| ---- | ---- | ---- |
| 25   | ↘20  | ↘19  |